# Hsziamen-Kaocsi nemzetközi repülőtér
A Hsziamen-Kaocsi nemzetközi repülőtér (, népszerű magyar átírásban: Hsziamen Kaocsi Kuocsi Csicsang) (IATA: XMN, ICAO: ZSAM) Xiamen (Hsziamen) kínai város (Fujian, Fucsien tartomány) fő nemzetközi repülőtere. A repülőtér a Xiamen Airlines bázisa. A TAECO nevű cég, mely egy repülőgép karbantartó vállalat, szintén itt található. 2005-ben összesen 6,28 millió utas és 201 300 tonna áru fordult itt meg.

## Légitársaságok és úticélok
2023-ban a Hsziamen-Kaocsi nemzetközi repülőtérről az alábbi járatok indulnak:

### Személy
| Légitársaság             | Célállomások |
| ------------------------ | --- |
| 9 Air                    | Guiyang |
| Air Chang'an             | Tongren, Xi'an |
| Air China                | Beijing–Capital, Beijing–Daxing, Chengdu–Shuangliu, Chengdu–Tianfu, Chongqing, Guiyang, Tianjin, Wuhan, Zhengzhou |
| Air Guilin               | Xuzhou |
| Air Macau                | Macau |
| Beijing Capital Airlines | Beijing–Daxing, Huangshan, Lijiang, Shenyang, Urumqi, Xi'an, Zhengzhou |
| Cathay Pacific           | Hong Kong |
| Cebu Pacific             | Manila |
| Chengdu Airlines         | Chengdu–Tianfu, Jinggangshan |
| China Eastern Airlines   | Beijing–Daxing, Changzhou, Chengdu–Shuangliu, Chengdu–Tianfu, Hangzhou, Hefei, Huai'an, Jinan, Kunming, Lanzhou, Linyi, Nanjing, Shanghai–Hongqiao, Shiyan, Taiyuan, Wuhan, Wuxi, Xi'an, Yantai, Yinchuan, Zhengzhou, Zhoushan |
| China Express Airlines   | Bijie, Chongqing, Wuhu |
| China Southern Airlines  | Beijing–Daxing, Changchun, Dalian, Enshi, Guangzhou, Guiyang, Haikou, Harbin, Nanning, Shenyang, Urumqi, Weihai, Wuhan, Xuzhou, Zhengzhou |
| China United Airlines    | Beijing–Daxing, Jining, Ordos, Ulanhot |
| Chongqing Airlines       | Changsha, Chongqing |
| Dalian Airlines          | Beijing–Capital |
| Fuzhou Airlines          | Harbin, Zhoushan |
| Hainan Airlines          | Beijing–Capital, Changsha, Chongqing, Haikou, Harbin, Hefei, Lanzhou, Shenyang, Taiyuan, Ürümqi, Wuhan, Xi'an, Xuzhou, Yan'an, Zhengzhou |
| Hebei Airlines           | Chengde, Nanjing, Shijiazhuang, Zhangjiakou, Zunyi–Xinzhou |
| Jiangxi Air              | Nanchang, Zhengzhou |
| Juneyao Airlines         | Nanjing, Shanghai–Hongqiao, Shanghai–Pudong |
| Korean Air               | Seoul–Incheon |
| Kunming Airlines         | Changzhi, Kunming, Mangshi |
| Lucky Air                | Kunming |
| Malaysia Airlines        | Kuala Lumpur–International |
| Mandarin Airlines        | Kaohsiung, Taipei–Taoyuan |
| Okay Airways             | Changsha |
| Philippine Airlines      | Manila |
| Shandong Airlines        | Baotou, Beijing–Capital, Changchun, Changsha, Changzhou, Chengdu–Shuangliu, Chengdu–Tianfu, Chongqing, Dalian, Dongying, Guangzhou, Guilin, Guiyang, Haikou, Hangzhou, Harbin, Hohhot, Jakarta–Soekarno-Hatta, Jinan, Jingdezhen, Kunming, Lanzhou, Linyi, Nanjing, Nantong, Qingdao, Rizhao, Shanghai–Hongqiao, Shanghai–Pudong, Shenyang, Shiyan, Taiyuan, Tianjin, Ürümqi, Wuhan, Xi'an, Yancheng, Yantai, Yinchuan, Zhengzhou, Zhoushan |
| Shanghai Airlines        | Shanghai–Hongqiao |
| Shenzhen Airlines        | Harbin, Nanning, Nantong, Wuxi, Yangzhou |
| Sichuan Airlines         | Changsha, Chengdu–Shuangliu, Chengdu–Tianfu, Chongqing, Kunming, Yichun (Jiangxi) |
| Singapore Airlines       | Singapore |
| Spring Airlines          | Bangkok–Don Mueang, Changchun, Handan, Lanzhou, Nanyang, Shanghai–Hongqiao, Shenyang, Shijiazhuang, Yangzhou |
| Tianjin Airlines         | Fuyang, Haikou, Lianyungang, Tianjin, Wuhan, Xi'an, Yulin (Shaanxi), Zunyi–Xinzhou |
| Tibet Airlines           | Chengdu–Shuangliu |
| Uni Air                  | Taipei–Songshan |
| West Air                 | Chongqing, Jinggangshan, Zhengzhou |
| XiamenAir                | Amszterdam, Bangkok–Suvarnabhumi, Beijing–Daxing, Changchun, Changsha, Chengdu–Tianfu, Chongqing, Dalian, Denpasar, Doha, Ezhou, Fuzhou, Guangzhou, Guilin, Guiyang, Haikou, Hangzhou, Hanoi, Harbin, Hefei, Hengyang, Ho Chi Minh City, Hohhot, Hong Kong, Jakarta–Soekarno-Hatta, Jinan, Jingzhou, Kaohsiung, Kuala Lumpur–International, Kunming, Lanzhou, Lhasa, Lianyungang, Lijiang, Liuzhou, Los Angeles, Luzhou, Macau, Manila, Melbourne, Mianyang, Nanchong, Nanjing, Nanning, Ningbo, Osaka–Kansai, Párizs-Charles de Gaulle repülőtér, Penang, Phnom Penh, Qingdao, Sanya, Seoul–Incheon, Shanghai–Hongqiao, Shenyang, Shenzhen, Singapore, Sydney, Taipei–Songshan, Taipei–Taoyuan, Taiyuan, Tianjin, Tokyo–Narita, Ürümqi, Vancouver, Wanzhou, Wuhan, Wuyishan, Xi'an, Xining, Xinzhou, Xishuangbanna, Yancheng, Yangon, Yichang, Yinchuan, Yuncheng, Zhengzhou, Zhoushan, Zhuhai, Zunyi–Maotai |

### Cargo
| Légitársaság           | Célállomások                       |
| ---------------------- | ---------------------------------- |
| ANA Cargo              | Tokyo–Narita                       |
| Cargolux               | Beijing–Capital, Luxembourg        |
| Cathay Cargo           | Hong Kong, Shanghai–Pudong         |
| Central Airlines       | Párizs-Charles de Gaulle repülőtér |
| China Cargo Airlines   | Osaka–Kansai                       |
| Ethiopian Cargo        | São Paulo–Guarulhos                |
| Hong Kong Air Cargo    | Hong Kong, Shanghai–Pudong         |
| Korean Air Cargo       | Seoul–Incheon                      |
| MSC Air Cargo          | Anchorage, Seoul-Incheon           |
| Suparna Airlines Cargo | Clark, Shanghai–Pudong             |

## Forgalom
Az utasforgalom az elmúlt években az alábbi módon változott:
| Utasok száma | 3 551 531 | 4 258 635 | 6 585 489 | 8 684 662 | 13 206 217 | 17 354 076 | 21 814 244 | 24 485 239 | 16 710 197 | 10 125 604 |
|              | 2000      | 2002      | 2005      | 2007      | 2010       | 2012       | 2015       | 2017       | 2020       | 2022       |